# Чотокуа (окръг, Канзас)
Окръг Чотокуа (на английски: Chautauqua County) е окръг в щата Канзас, Съединени американски щати. Площта му е 1671 km², а населението - 3953 души. Административен център е град Седан.